# سيشي يوكوميزو
سيشي يوكوميزو (اليابانية: 横溝 正史، هيبورن: Yokomizo Seishi، ولد في 24 مايو 1902 - توفى في 28 ديسمبر 1981) كان كاتب ياباني لروايات الغموض، معروفًا بإنشاءه لشخصية المحقق كوسوكي كيندايشي.

## وقت مبكر من الحياة
وُلِد يوكوميزو في مدينة كوبي، محافظة هيوغو. قرأ القصص البوليسية عندما كان صبيًا، وفي عام 1921، بينما كان يعمل في بنك داييتشي، نشر أول قصة له في المجلة الشعبية Shin Seinen ("الشباب الجديد"). تخرج من كلية أوساكا للصيدلة (وهي حاليًا جزء من جامعة أوساكا ) بشهادة في الصيدلة، وكان ينوي في البداية العمل على صيدلية عائلته. ومع ذلك، بسبب اهتمامه بالأدب، وتشجيع إيدوغاوا رانبو، ذهب إلى طوكيو بدلاً من ذلك. تم تعيينه في شركة هاكوبونكان للنشر في عام 1926. وبعد أن عمل رئيساً لتحرير العديد من المجلات، استقال في عام 1932 ليتفرغ بشكل كامل للكتابة.

## المسيرة الأدبية
كان يوكوميزو منجذبًا إلى النوع الأدبي للخيال التاريخي، وخاصة الرواية البوليسية التاريخية. في يوليو 1934، بينما كان يستريح في جبال ناغانو للتعافي من مرض السل، أكمل روايته الأولى أونيبي، والتي نُشرت في عام 1935، على الرغم من أن بعض الأجزاء تعرضت للمنع على الفور من قبل السلطات. وعلى الرغم من ذلك، واصل يوكوميزو نجاحه المبكر بروايته الثانية Ningyo Sashichi torimonocho (1938-1939).
خلال الحرب العالمية الثانية، واجه صعوبات في نشر أعماله وكان يعاني من صعوبات مالية شديدة. وكان نقص عقار ستربتوميسين والمضادات الحيوية الأخرى يعني أيضًا أنه لا يمكن علاج مرض السل بشكل صحيح، وكان يمازح أصدقائه بأن الأمر كان بمثابة سباق لمعرفة ما إذا كان سيموت من المرض أو من الجوع.
بعد فترة وجيزة من نهاية الحرب العالمية الثانية، حظيت أعماله باعتراف واسع النطاق وطوّر قاعدة جماهيرية هائلة. نشر العديد من الأعمال على شكل مسلسلات في مجلة شونين الأسبوعية التابعة لكودانشا، مع التركيز فقط على روايات الغموض الشعبية المستندة إلى تنسيق قصة المباحث الغربية التقليدية، بدءًا من Honjin Satsujin Jiken ( جرائم قتل هونجين ) وChōchō Satsujin Jiken (كلاهما في عام 1946). أصبحت أعماله نموذجًا للعديد من كتاب الغموض اليابانيين الآخرين في فترة ما بعد الحرب. وكان يُطلق عليه أيضًا في كثير من الأحيان اسم " جون ديكسون كار الياباني" نسبةً إلى كاتب كان معجبًا به[بحاجة لمصدر]. يشتهر يوكوميزو بانشاء شخصية المحقق الخاص كوسوكي كيندايتشي.
تم تحويل العديد من أعماله إلى أفلام. على وجه الخصوص، تلقت The Inugami Clan (犬神家の一族 Inugamike no Ichizoku، January 1950 - May 1951) فيلمين مقتبسين من قبل كون إيتشيكاوا : عائلة إينوجامي في عام 1976، وإعادة إنتاجه عام 2006 The Inugamis.
أطلق الباحث ماري كوتاني على قصته التي كتبها عام 1939 The Death's Head Stranger (髑髏検校 Dokuro-Kengyo) "أول اقتباس ناجح لرواية دراكولا لبرام ستوكر " و"النموذج الأصلي لأدب مصاصي الدماء الياباني". 
توفي يوكوميزو بسرطان القولون في عام 1981. قبره موجود في مقبرة شونجوين في كاواساكي، كاناغاوا.
في عام 2018، عثر أحد أساتذة الأدب على قطعة مفقودة سابقًا من قصة "يوكيواريسو" الرومانسية التي تدور أحداثها في زمن الحرب ليوكوميزو، مما أدى إلى استكمال المخطوطة للنشر في شكل كتاب. 

## إرث
جائزة يوكوميزو سيشي هي جائزة أدبية تم إنشاؤها في عام 1980 من قبل شركة النشر كادوكاوا شوتين ونظام البث في طوكيو تكريما ليوكوميزو. يتم منحها سنويًا لرواية غامضة طويلة لم يتم نشرها مسبقًا. ويحصل الفائز على تمثال صغير لكوسوكي كيندايتشي وجائزة نقدية ¥10٬000٬000، مما يجعلها واحدة من أغنى الجوائز الأدبية في العالم. علاوة على ذلك، تم نشر القصة الفائزة بواسطة Kadokawa Shoten وتم تحويلها إلى فيلم تلفزيوني بواسطة TBS.

## أعمال مختارة

### أعمال باللغة اليابانية
- The Honjin Murders (本陣殺人事件 Honjin satsujin jiken؟، April - December 1946); (ردمك 978-4-04-130408-2)
- Gokumon Island (獄門島 Gokumontō؟، January 1947 - October 1948); (ردمك 978-4-04-130403-7)
- Woman Walking at Night (夜歩く Yoru aruku؟، 1948); (ردمك 978-4-04-130407-5)
- The Village of Eight Graves (八つ墓村 Yatsuhakamura؟، March 1949 - March 1951); (ردمك 978-4-04-130401-3)
- Queen Bee  (女王蜂 Jo-o-batchi؟، June 1951 – May 1952); (ردمك 978-4-04-130411-2)
- The Inugami Clan (犬神家の一族 Inugamike no Ichizoku؟، January 1950 - May 1951); (ردمك 978-4-925080-76-7)
- The Sleeping Bride (睡れる花嫁 Nemureru Hanayome؟، 1952); (ردمك 978-4-04-130497-6).
- The Devil Comes and Plays His Flute (悪魔が来りて笛を吹く Akuma ga kitarite fue o fuku؟، 1951-1953); (ردمك 978-4-04-130404-4)
- Three Head Tower (三つ首塔 Mitsu-kubi Tō؟، 1955); (ردمك 978-4-04-130406-8)
- Head (首 Kubi؟، 1957); (ردمك 978-4-04-130443-3)
- The Tragedy of MaZee Inn (迷路荘の惨劇 Meiro-sō no sangeki؟); (ردمك 978-4-04-130434-1)
- The Little Sparrow Murders (悪魔の手毬歌 Akuma no Temari Uta؟، August 1957 – January 1959); (ردمك 978-4-04-130402-0)
- Pimple on Human Face (人面瘡 Jin-Men-Sō؟); (ردمك 978-4-04-130497-6)
- Masquerade (仮面舞踏会 Kamen-Budō-Kai؟); (ردمك 978-4-04-130438-9)
- The House of Hanging on Hospital Slope (病院坂の首縊りの家 Byōin-zaka no kubikukuri no ie؟، December 1975); (ردمك 978-4-04-130461-7),; (ردمك 978-4-04-130462-4)

### الترجمات الانجليزية
- جرائم هونجين (本陣殺人事件هونجين ساتسوجين جيكن ) ترجمة لويز هيل كاواي. بوشكين فيرتيجو، 2019؛(ردمك 9781782275008)
- لعنة إينوغامي (犬神家の一族Inugamike no ichizoku ) مترجمة بواسطة يوميكو يامازاكي. آي سي جي ميوز، 2003؛(ردمك 9784925080767). نُشرت لاحقًا بواسطة Stone Bridge Press، 2007؛(ردمك 9781933330310) و Pushkin Vertigo، 2020؛(ردمك 9781782275039)
- قرية القبور الثمانية (八つ墓村Yatsuhakamura ) ترجمة بريان كاريتنيك. بوشكين فيرتيجو، 2021؛(ردمك 9781782277453)
- الموت في جزيرة جوكومون (獄門島Gokumontō ) ترجمة لويز هيل كاواي. بوشكين فيرتيجو، 2022؛(ردمك 9781782277415)
- جرائم فلوت الشيطان (悪魔が来りて笛を吹くAkuma ga kitarite fue o fuku ) ترجمة جيم ريون. بوشكين فيرتيجو، 2023؛(ردمك 9781782278849)
- جرائم العصفور الصغير (悪魔の手毬唄Akuma no temari uta ) مترجمة من قبل بريان كاريتنيك. بوشكين فيرتيجو، 2024؛(ردمك 9781782278870)

## روابط خارجية
- The Museum of Seishi Yokomizo باللغة اليابانية
- Yokomizo Seishi Encyclopedia باللغة اليابانية
- سيشي يوكوميزو في قاعدة بيانات الأفلام على الإنترنت